# Ciocâltei
Ciocâltei – wieś w Rumunii, w okręgu Vâlcea, w gminie Roești. W 2011 roku liczyła 299 mieszkańców.